# Liste antiker Ortsnamen und geographischer Bezeichnungen/Ab
| Lateinischer Name           | Griechischer Name                          | Beschreibung | Heute                                                              | Quellen und Verweise | Lage |
| --------------------------- | ------------------------------------------ | --- | ------------------------------------------------------------------ | --- | ---- |
| Abacaenum                   | Ἀβάκαινον (Abakainon), Ἀβάκαινα (Abakaina) | Stadt in Sizilien                                                                                                   | bei Tripi                                                          | RE; Smith; |      |
| Abae                        | Ἄβαι (Abai)                                | Stadt im Nordosten der Landschaft Phokis                                                                            | bei Exarchos, 10 km südwestlich von Atalanti in Griechenland       | PECS; RE; Smith; |      |
| Abaesamis                   |                                            | Stadt in Arabien |                                                                    | RE; |      |
| Abai                        |                                            | Stadt in Arabien |                                                                    | RE; |      |
| Aballaba, Aballava          |                                            | Aballava, römische Festung am Hadrianswall                                                                          | Burgh by Sands, England                                            | Notitia Dignitatum 40.47; RE; Smith;                                                                                        |      |
| Aballo                      |                                            | Ort in Gallien | Avallon im Département Yonne in Frankreich                         | PECS; |      |
| Abalus, Basilia             |                                            | Insel im nördlichen Ozean                                                                                           | möglicherweise Helgoland                                           | Plin. Nat. 37, 7; Diod. 5, 23; RE; Smith;                                                                                   |      |
| Abantes                     | Ἄβαντες (Abantes)                          | griechischer Volksstamm auf der Halbinsel Euböa                                                                     |                                                                    | RE; Smith; |      |
| Abantia                     |                                            | siehe Amantia |                                                                    | |      |
| Abaris, Avaris, Auaris      | Αὔαρις (Auaris)                            | altägyptische Stadt im östlichen Nildelta                                                                           | Tell el-Dab'a                                                      | Joseph. c. Apion. 1, 14; Smith;                                                                                             |      |
| Abas                        | Ἄβας (Abas)                                | Berg auf der Insel Erytheia                                                                                         |                                                                    | RE; |      |
| Abas                        | Ἄβας (Abas)                                | Fluss im westlichen Teil von Albania                                                                                | möglicherweise der Alasani                                         | Plut. Pomp. 35, Cassius Dio 37, 3; RE; Smith;                                                                               |      |
| Abasci                      | Ἀβασκοί                                    | westkaukasisches Volk                                                                                               |                                                                    | RE; Smith; |      |
| Abascus                     |                                            | Fluss an der pontischen Ostküste                                                                                    |                                                                    | RE; Smith; |      |
| Abatos                      |                                            | Insel im ersten Katarakt des Nil in Ägypten                                                                         | Bigeh                                                              | Seneca Q. N. 4, 2; Lukan 10, 323; RE; Smith;                                                                                |      |
| Abbassus                    | Άμβασσον                                   | Stadt in Phrygien                                                                                                   |                                                                    | RE; Smith; |      |
| Abdera                      | Ἄβδηρα (Abdēra)                            | griechische Stadt im südlichen Thrakien                                                                             |                                                                    | PECS; RE; Smith; |      |
| Abella                      | Ἀβέλλα (Abella)                            | Stadt in Kampanien                                                                                                  |                                                                    | RE; Smith; |      |
| Abellinum                   | Ἀβέλλινον (Abellinon)                      | Stadt an der Grenze von Samnium und Kampanien                                                                       |                                                                    | RE; Smith; |      |
| Abia                        | Ἀβία (Abia)                                | Küstenstadt in Ost-Messenien                                                                                        | Palaiochora, 6 km südlich von Kalamata                             | Plin. nat. 4, 22; Ptol. 3, 14, 31; RE; Smith;                                                                               |      |
| Abianus                     | Ἀβιανός (Abianos)                          | Fluss in Skythien                                                                                                   |                                                                    | Diophantos bei Steph. Byz.; RE; Smith;                                                                                      |      |
| Abii                        | Ἄβιοι (Abioi)                              | |                                                                    | RE; Smith; |      |
| Abila, Seleucia Abila       | Ἄβιλα (Abila)                              | Stadt in Palaestina                                                                                                 | Quwailiba in Jordanien, 13,5 Kilometer nördlich von Irbid          | PECS; RE; |      |
| Abila Lysaniae              | Ἄβιλα ἡ Λυσανίου (Abila hē Lysaniou)       | Stadt in Koilesyrien am Fluss Barada                                                                                | Suk Wadi Barada, 20 km nordwestlich von Damaskus                   | RE; Smith; |      |
| Abila Mons                  | Ἀβίλη στήλη (Abilē stēlē)                  | Berg an der Öffnung des Mittelmeers in den Atlantik, manchmal als südlicher Teil der Säulen des Herakles bezeichnet | Monte Hacho oberhalb von Ceuta an der Nordküste von Afrika         | RE; Smith; |      |
| Abilene                     | Ἀβιληνή (Abilēnē), Ἄβιλα (Abila)           | Distrikt in Koilesyrien, Umgebung von Abila Lysaniou                                                                |                                                                    | RE; Smith; |      |
| Abissa                      |                                            | Stadt der Sachaliten an der Südküste von Arabia Felix                                                               | möglicherweise Mirbat im Südwesten von Oman                        | RE; |      |
| Abitina                     |                                            | Stadt in Africa proconsularis                                                                                       | Ort in Tunesien                                                    | RE; |      |
| Abnoba mons, Marciana Silva | Αὔνοβα (Aunoba)                            | Schwarzwald, vielleicht inklusive Odenwald und Rothaargebirge im Norden                                             |                                                                    | Ptol. 2, 111, 7; Tac. Germ. 1; Fest. Avien. Descript. Orb. 437; Plin. Nat. hist. 4, 12; Martian. Capell. 6, 662; RE; Smith; |      |
| Aboccis                     |                                            | Stadt in Aithiopien                                                                                                 |                                                                    | RE; Smith; |      |
| Abodiacum                   | Ἀβουδίακον (Aboudiakon)                    | römische Militärsiedlung am Ufer des Lech                                                                           | Epfach                                                             | Tab. Peut.; Ptol. 2, 13, 5; PECS; RE; Smith;                                                                                |      |
| Abolla                      |                                            | Stadt in Sizilien                                                                                                   | Avola                                                              | RE; Smith; |      |
| Abonae                      |                                            | römische Militärsiedlung nordwestlich von Aquae Sulis in Britannien                                                 | Sea Mills, Vorort von Bristol in England                           | PECS; |      |
| Abonuteichos, Ionopolis     | Άβώνου τειχος (Abōnou teichos)             | Küstenstadt in Paphlagonien                                                                                         | İnebolu in der Türkei                                              | PECS; |      |
| Aborigines                  | Ἀβοριγῖνες (Aborigines)                    | früheste Bewohner Latiums                                                                                           |                                                                    | RE; Smith; |      |
| Aborrhas                    |                                            | Fluss in Mesopotamien                                                                                               |                                                                    | RE; Smith; |      |
| Abrauannus                  | Ἀβραουάννος                                | Fluss in Britannien                                                                                                 |                                                                    | RE; Smith; |      |
| Abrettene                   | Ἀβρεττηνή                                  | Landschaft im nördlichen Mysien                                                                                     |                                                                    | RE; Smith; |      |
| Abrincatui                  |                                            | gallischer Stamm | das Avranchin in der Normandie, an der Bucht des Mont-Saint-Michel | RE; Smith; |      |
| Abrittus, Abritus, Abrittos |                                            | römisches Kastell und Zivilsiedlung bzw. frühbyzantinische Stadt in der Provinz Moesia                              | bei Rasgrad in Bulgarien                                           | PECS; |      |
| Abrotonum                   | Ἀβρότονον (Abrotonon)                      | phönizische Stadt in Tripolitanien, das griechische Sabratha                                                        | Sabrata                                                            | RE; Smith; |      |
| Absyrtides                  |                                            | Inselgruppe an der liburnischen Küste                                                                               | Inseln vor der kroatischen Künste                                  | RE; Smith; |      |
| Abthugni                    |                                            | Stadt in Africa | bei Suwar in Tunesien                                              | RE; |      |
| Abus                        | Ἄβος (Abos)                                | Berg in Armenien | Bingöl Dağı                                                        | RE; Smith; |      |
| Abus                        |                                            | Fluss in Britannien                                                                                                 |                                                                    | RE; |      |
| Abusina                     |                                            | Kohortenkastell am Rätischen Limes                                                                                  | Kastell Eining                                                     | PECS; RE; |      |
| Abydus                      | Ἄβυδος (Abydos)                            | Stadt am Hellespont in Mysien                                                                                       | Nara Burnu bei Çanakkale in der Türkei                             | PECS; RE; Smith (1); |      |
| Abydus                      | Ἄβυδος (Abydos)                            | Stadt in Oberägypten                                                                                                |                                                                    | RE; Smith (2); |      |